# Краљевска палата (Париз)
Краљевска палата у Паризу (фр. Le Palais Royal de Paris) је бивши краљевски двор који се налазио у 1. арондисману Париза у Француској .
Капија унутрашњег дворишта палате окренута је тргу испред ње и гледа према Лувру. Саградио ју је за кардинала Ришељеа, од око 1633. до 1639. године, архитекта Жак Лемерсје. Ришеље га је завештао Лују XIII, а Луј  га је дао свом млађем брату, Филипу I, војводи од Орлеана. Филип и наследници војвода од Орлеана направили су толико опсежних промена током година да од Лемерсијеровог оригиналног пројекта није остало готово ништа.
Краљевска палата сада служи као седиште Министарства културе, Државног савета и Уставног савета . 

## Историја

### Палата-Кардинал
Првобитно названа Палата-Кардинал, палата је била лична резиденција кардинала Ришељеа.  Архитекта Жак Лемерсје започео је свој дизајн 1629;  изградња је започета 1633. године, а завршена 1639. године. Након Ришељеове смрти 1642. године, палата је постала власништво краља и стекла је ново име Краљевска палата . 
Након што је Луј XIII умро следеће године, постао је дом аустријске краљице Ане и њених малих синова Луја XIV и Филипа, заједно са њеним саветником кардиналом Мазареном .

### Обнављање Бурбона
Након рестаурације Бурбона, у Краљевској палати млади Александар Дима запослио се у канцеларији моћног војводе од Орлеана, који је повратио контролу над палатом током рестаурације.
У револуцији 1848. године, париска руља је уништила и опљачкала Краљевску палату. За време Другог царства, Краљевска палата је био дом кадетске гране породице Бонапарте, коју је представљао принц Наполеон, рођак Наполеона III.